# دورة فرنسا المفتوحة 1971
قائمة بطولات دورة رولان غاروس لعام 1971:

## الكبار

### فردي رجال
جان كوديز هزم  إيلي ناستاسي, النتيجة:8-6, 6-2, 2-6, 7-5

### فردي سيدات
إيفون غولاغونغ هزمت  هيلين غورلاي, النتيجة:6-3, 7-5

### زوجي رجال
أرثر أش و مارتي رايساين هزما  توم توم غورمان و  ستان سميث, النتيجة:6-8, 4-6, 6-3, 6-4, 11-9

### زوجي سيدات
غايل شيرايف تشانفروا و فرانسيس دور هزمتا  هيلين غورلاي كاولي و كيري هاريس, النتيجة: 6-4, 6-1

### زوجي مختلط
فرانسيس دور و جان كلود باركلاي هزما  وايني شاو و توماس ليجوس, النتيجة:6-2, 6-4